# Tenpole Tudor
Tenpole Tudor — британская панк-группа, образованная в 1974 году в Лондоне, Англия, певцом, саксофонистом (впоследствии актёром) Эдвардом Тюдором-Полом. Последний стал известен в 1978 году после того, как снялся в фильме «Великое рок-н-ролльное надувательство», где исполнил песни «Who Killed Bambi?», «The Great Rock ’n’ Roll Swindle» и кавер «Rock Around the Clock». Некоторое время именно Эдвард Тюдор-Пол рассматривался Маклареном в качестве замены Роттену, ушедшему из Sex Pistols.

## История группы
Выпустив дебютный сингл «Real Fun» на Korova Records, Tenpole Tudor в 1980 году подписали контракт с лейблом Stiff Records, выпустили сингл «Three Bells in a Row» и дебютный альбом Eddie, Old Bob, Dick and Gary (1981), за которым последовали хиты «Wunderbar» (# 16 UK Singles Chart) и «Swords of a Thousand Men» (# 6 UK)
. После выхода второго альбома Let the Four Winds Blow Тюдор-Пол распустил состав (который тут же реформировался под названием The Tudors) и занялся сольной деятельностью.
Позже Тюдор-Пол снялся в нескольких фильмах («Sid & Nancy» — в роли гостиничного клерка, «Walker», «Absolute Beginners», «Straight to Hell»), а также выступал на сцене Лондонского театра.
Несколько раз группа в разных составах реформировалась, а в 2009 году выпустила третий альбом Made It This Far, за которым последовал гастрольный тур по Британии.

## Дискография

### Альбомы
- Eddie, Old Bob, Dick and Gary (1981, Stiff — SEEZ31) #44 UK[2]
- Let the Four Winds Blow (1981, Stiff — SEEZ42)

### Синглы
- «Real Fun» (1980, Korova — KOW4)
- «3 Bells in a Row» (1980, Stiff — BUY98)
- «Swords of a Thousand Men» (1981, Stiff — BUY109) #6 UK
- «Wunderbar» (1981, Stiff — BUY120) #16 UK
- «Throwing My Baby Out with the Bath Water» (1981, Stiff — BUY129) #49 UK
- «Let the Four Winds Blow» (1982, Stiff — BUY137)

### The Tudors
- Tied Up With Lou Cool (1983, Stiff — BUY172)

### Eddie Tenpole Tudor
- The Hayrick Song (1983, Stiff — BUY177)